# Maria Teohari
Maria Teohari (Giurgiu, 22 aprile 1885 – Bucarest, 1975) è stata un'astronoma e insegnante rumena, la prima donna a laurearsi in astronomia in Romania.

## Biografia
Figlia del medico Christu e di Alexandra Teohari, nacque a Giurgiu ed ebbe altre due sorelle. 
Frequentò le classi primarie nella città natale. In quanto la più grande delle tre figlie dei Teohari, divenne responsabile di sostenere la famiglia, insieme a sua madre, dopo la morte improvvisa del padre.
Maria Teohari proseguì gli studi liceali presso la Scuola "Regina Elena" (Elena Doamna) e poi presso la Scuola Centrale, a Bucarest, dove si trasferì con sua madre e due sorelle. Portata per il disegno, la letteratura e le lingue, si interessò invece ad un campo completamente diverso rispetto alle sue inclinazioni: l'astronomia. Così iniziò i suoi studi presso la Facoltà di Scienze con specializzazioni presso gli Osservatori Astronomici di Parigi e Nizza dove, inviata per iniziativa del professore Nicolae Coculescu, fondatore dell'Osservatorio di Bucarest, ottenne una borsa di studio specializzandosi in astronomia. In queste università, svolse attività di osservazione del Sole, piccoli pianeti e asteroidi.

## Attività
Nel 1914 tornò in patria e continuò gli studi e la sua attività presso l'Osservatorio Astronomico di Bucarest, diventando la prima astronoma in Romania. 
(Emil Păunescu)
Pubblicò nell'Annuario dell'Osservatorio diverse ricerche sulle macchie solari, protuberanze della cometa di Halley e altri fenomeni celesti e sulla rivista Nature articoli volti a rendere popolare questo campo. 
La mancanza di attrezzature adeguate, che portò al peggioramento progressivo della sua vista, la spinse ad abbandonare il lavoro presso l'osservatorio e lavorare come insegnante di astronomia e matematica presso il liceo "Principessa Ileana" (Domnița Ileana) di Bucarest. Nel nuovo percorso educativo pubblicò una serie di libri incentrati sui suoi due temi di insegnamento: la matematica e l'astronomia.
Rimase comunque in contatto con l'osservatorio astronomico, diventando un vero mentore per i ricercatori nel campo. Fu ufficialmente considerata l'insegnante degli astronomi rumeni nel XX secolo.
Poliglotta, conosceva molto bene il tedesco, l'inglese e il francese, le lingue attraverso le quali aveva realizzato traduzioni sin dalla sua infanzia e suonava il pianoforte.
Morì pochi mesi dopo il suo 90º compleanno a Bucarest.